# 柱間
柱間（はしらま）は、伝統的な日本建築において、仏堂、社殿などの柱と柱との間（あいだ）のことである。たんに間（ま）ともいう。

## 概要
日本の社寺などの伝統的建築物の平面形式を表現するとき、ふつうは寸法をいうことはなく、柱間の数であらわす。
仏堂建築の場合、建築構造の要となる中心部分を身舎（もや）といい、その前後ないし周囲にめぐらす付随的部分を庇（ひさし）という。仏堂の規模形式を表す場合、桁行（間口）の柱間の数を「間」（けん）、庇の数を「面」という単位で表す。
たとえば、「七間四面」というのは、間口の柱間が7つ（柱の本数は8本）の身舎の前後左右（四面）に庇のある建物という意味である。梁間（奥行）の柱間は通常2間に決まっているので、省略する。このような平面形式の表現法を「間面記法」という。
ここでいう「間」は長さの単位ではなく、実際の寸法とは無関係である。
また、桁行・梁間の柱間がともに1間の身舎の周囲に庇を設けた建物の場合、「一間四面」というかわりに、「方三間」ということがある。
この場合、方三間の間（けん）が寸法の間（けん）（＝6尺）と間違われやすいので注意が必要である。
京都の三十三間堂は、堂の長さが33間（げん）であるという意味ではなくて、内陣の柱間が33あることからの名称であって、実際の長さは約65間（けん）である。
また、神社の社殿において、「一間社」、あるいは「三間社」などというのは、建物の正面の柱間が1つ、あるいは3つあるという意味である。